# Jakob Hugentobler
Jakob Hugentobler (* 13. Februar 1885 in Fimmelsberg-Bissegg; † 6. März 1966 in Arenenberg) war ein Schweizer Museumskonservator und Autor.

## Leben und Werk
Jakob Hugentobler war von 1925 bis 1957 der Schlosswart von Arenenberg. Er verfasste zahlreiche Schriften, u. a. über die Geschichte von Schlössern und ihren Bewohnern im Kreis um den Arenenberg. Das Thurgauer Jahrbuch veröffentlichte zahlreiche seiner Artikel. Die von Hugentobler verfasste Broschüre «Die Familie Bonaparte auf Arenenberg» war eine beliebte Lektüre für die zahlreichen Museumsbesucher auf dem Schloss Arenenberg. Hugentobler wurde für seine Tätigkeit mit dem Ritterkreuz der französischen Ehrenlegion ausgezeichnet. Seine letzte Ruhestätte fand er auf dem Friedhof von Ermatingen.

## Schriften
- Die Briefe der Königin Hortense an die Effinger von Wildegg (= Schriften des Vereins für Geschichte des Bodensees und seiner Umgebung). 66. Jg., 1939, S. 35–69 (Digitalisat).
- Königin Hortense als Muse des Gesangs. In: Thurgauer Jahrbuch. 12. Jg., 1936, S. 25–31 (Digitalisat).
- Schloss Eugensberg und sein Erbauer Eugène Beauharnais. In: Thurgauer Jahrbuch. 13. Jg., 1937, S. 13–22 (Digitalisat).
- Die Burg Salenstein und ihre Besitzer. In: Thurgauer Jahrbuch. 16. Jg., 1940, S. 13–25 (Digitalisat).
- Die Grabstätte der Königin Hortense. In: Thurgauer Jahrbuch. 23. Jg., 1947/1948, S. 25–28 (Digitalisat).
- Eine Geburtstagsfeier für Napoleon unterm Zelt-Pavillon. In: Thurgauer Jahrbuch. 34. Jg., 1959, S. 49–55 (Digitalisat).
- Scheffels Beziehungen zum Eugensberg. In: Thurgauer Zeitung. 19. April 1962.
- Der Kaiserliche Telegraph auf Arenenberg. In: Thurgauer Jahrbuch. 39. Jg., 1964, S. 67–78 (Digitalisat).
- Die Familie Bonaparte auf Arenenberg. Napoléon-Museum, Salenstein 1989.